# マネーネス
マネーネス（英: moneyness）はオプション取引において、オプションの本源的価値（オプション契約の対象商品の市場価格と行使価格との差額）の状態を指す。
原資産価格と行使価格を比較して「イン・ザ・マネー」(ITM)、「アット・ザ・マネー」(ATM)、「アウト・オブ・ザ・マネー」(OTM)に分類するほか、マネーネス自体を数値として表す場合もある。

## イン・ザ・マネー
イン・ザ・マネー（英: In the money）とは、オプション取引において、オプションの本源的価値（オプション契約の対象商品の市場価格と行使価格との差額）がゼロより大きく、オプションの買い手に利益が発生する状態を指す。英語表記がIn The Moneyであるため、ITMとも表記される。ここで通貨オプショントレードを例にとると、コール・オプションとプット・オプションでイン・ザ・マネーの指す状態が異なり、バニラ・オプションのドル・コール・オプションの場合、満期日の直物為替レート(スポットレート)が行使価格よりも高い状態をイン・ザ・マネーと言う。バニラ・オプションのドル・プット・オプションの場合、満期日の直物為替レートが行使価格よりも低い状態をイン・ザ・マネーと言う。通常、イン・ザ・マネーの状況では、買い手はオプションの権利行使をすると得をするので、オプションの権利を行使する。
ここで、イン・ザ・マネーとは、オプションの本源的価値がゼロより大きく利益が発生する状態を指すが、コール・オプションとプット・オプションでイン・ザ・マネーの指す状態が違うのは、コール・オプションとプット・オプションで利益の発生する状況が違うからである。アメリカドル/日本円のオプショントレードを例にとり、バニラ・オプションのドル・コール・オプションを、仮に100円を行使価格として購入したとしよう。このとき、ドル・コール・オプションの買い手となったわけだが、このドル・コール・オプションの買い手が利益を得るためには満期日の直物為替レートが100円(＋オプションプレミアム)より大きくなければいけない。
例えば、オプションの満期日の直物為替レートが150円(すなわち行使価格の100円より大きい)ならば、行使価格の100円でドルを買う権利(ドル・コール・オプション)を行使することによって、本来ならば(満期日の)直物為替レートの1ドル150円で買わなければいけないところを、行使価格の100円で買うことができる。すなわち、(満期日の)直物為替レートの1ドル150円よりも50円も安くドルを買うことができ、ドル・コール・オプションの買い手は50円分の得をするのである。仮にこの行使価格100円で買ったドルをすべて(満期日の)直物為替レート1ドル150円で売れば、1ドルにつき50円も得をすることができる。このように、コール・オプションの場合、行使価格よりも満期日の直物為替レートが高く、オプションの買い手が利益を得ることができる状況をイン・ザ・マネーという。
プット・オプションの場合、行使価格と満期日の直物為替レートの関係は逆になる。たとえば、行使価格100円でドル・プット・オプションを買ったとしよう。このとき、ドル・プット・オプションの買い手となったわけだが、この買い手が利益を得るためには満期日の直物為替レートが100円(－オプションプレミアム)より小さくなければいけない。
例えば、オプションの満期日の直物為替レートが50円(すなわち行使価格の100円より小さい)ならば、行使価格の100円でドルを売る権利(ドル・プット・オプション)を行使することによって。本来ならば(満期日の)直物為替レートの1ドル50円で売らなければいけないところを、行使価格の1ドル100円で売ることができる。すなわち、(満期日の)直物為替レートの1ドル50円よりも50円も高くドルを売ることができ、ドル・プット・オプションの買い手は50円分の得をするのである。仮にこの行使価格100円で売ったドルをすべて(満期日の)直物為替レート1ドル50円で買い戻せば、1ドルにつき50円の得をすることができる。このように、プット・オプションの場合、行使価格よりも満期日の直物為替レートが低く、オプションの買い手が利益を得ることができる状況をイン・ザ・マネーという。

## アウト・オブ・ザ・マネー
アウト・オブ・ザ・マネー（英: Out of the money）とは、オプション取引において、オプションの本源的価値（オプション契約の対象商品の市場価格と行使価格との差額）がゼロより小さく、オプションの買い手に損失が発生する状態を指す。英語表記がOut of The Moneyであるため、OTMとも表記される。アメリカドル/日本円の通貨オプショントレードを例にとると、（イン・ザ・マネーと同様に）コール・オプションとプット・オプションでアウト・オブ・ザ・マネーの指す状態が異なり、バニラ・オプションのドル・コール・オプションの場合、満期日の直物為替レートが行使価格よりも低い状態をアウト・オブ・ザ・マネーと言う。バニラ・オプションのドル・プット・オプションの場合、満期日の直物為替レートが行使価格よりも高い状態をアウト・オブ・ザ・マネーと言う。なぜなら、ドル・コール・オプションの場合、満期日の直物為替レート(スポットレート)が行使価格よりも低い状態が、買い手に損失が発生する状況であり、ドル・プット・オプションの場合、満期日の直物為替レートが行使価格よりも高い状態が、買い手に損失が発生する状況だからである。通常、アウト・オブ・ザ・マネーの状況では、買い手はオプションの権利を行使しても損をするだけなので、権利行使はしない。
コール・オプションとプット・オプションでは損失の発生する状況が違うため、アウト・オブ・ザ・マネーの指す状況が異なる。アメリカドル/日本円のオプショントレードを例にとり、バニラ・オプションのドル・コール・オプションを、仮に100円を行使価格として購入したとしよう。このとき、ドル・コール・オプションの買い手となったわけだが、このドル・コール・オプションの買い手が損失を被るためには、満期日の直物為替レートが行使価格の100円(＋オプションプレミアム)より小さくなければいけない。コール・オプションの場合、この状況がアウト・オブ・ザ・マネーである。
プット・オプションの場合、（イン・ザ・マネーと同様に）行使価格と満期日の直物為替レートの関係は逆になる。たとえば、行使価格100円でドル・プット・オプションを買ったとしよう。このとき、ドル・プット・オプションの買い手となったわけだが、この買い手が損失を被るためには満期日の直物為替レートが100円(－オプションプレミアム)より大きくなければいけない。プット・オプションの場合、この状況がアウト・オブ・ザ・マネーである。

## アット・ザ・マネー
アット・ザ・マネー（英：At the money）とは、オプション取引において、オプションの本源的価値（オプション契約の対象商品の市場価格と行使価格との差額）がゼロであり、買い手が損も得もしない状態を指す。英語表記がAt The Moneyであるため、ATMとも表記される。アメリカドル/日本円の通貨オプショントレードを例にとると、バニラ・オプションのドル・コール・オプション、あるいはドル・プット・オプションでも同様の場合、満期日の直物為替レート(スポットレート)が行使価格と等しい状態をアット・ザ・マネーと言う。なぜなら、ドル・コール・オプション、あるいはドル・プット・オプションの場合、満期日の直物為替レート(スポットレート)が行使価格と全く同じであれば、権利を行使して行使価格でドルを（円で）売り買いしようが、直物為替レートでドルを（円で）売り買いしようが、全く変わらないからである（しかし、厳密に言えば、買い手にはオプションプレミアムの分だけ損失が発生する）。通常、アット・ザ・マネーの状況では、買い手はオプションの権利を行使しても意味がないので、権利行使はしない。

## 行使価格と現状の直物レートが大きく離れた場合
満期日よりも前に現状の直物為替レートが行使価格から大きく離れた状態を、イン・ザ・マネーであればディープ・イン・ザ・マネー（Deep in the money）、アウト・オブ・ザ・マネーであれば、ディープ・アウト・オブ・ザ・マネー（Deep out of the money）という。一般的に、ディープ・イン・ザ・マネーのときは、満期日に直物レートがイン・ザ・マネーの状態である可能性が非常に高い。また、一般的に、ディープ・アウト・オブ・ザ・マネーのときは満期日に直物レートがアウト・オブ・ザ・マネーの状態である可能性が非常に高い。